# 日本映画専門チャンネル
日本映画専門チャンネル（にほんえいがせんもんチャンネル）は、日本映画放送株式会社が運営する専門チャンネルのひとつ。日本映画を編成の中心に、地上波等で放送されたドラマの再放送も行っている。

## 概要
株主であるフジテレビや東宝・角川映画（旧大映を含む）制作の映画が中心に放送されている。また、このチャンネル独占放送など、独自の企画も多い。かつては松竹系の衛星劇場との共同企画もあった。これは東宝・大映・松竹がともにフジテレビの設立に関わっていることから実現した。しかし2007年9月のHD化を境にこの共同企画は行われなくなった。
日曜22時（2007年9月より、それ以前は21時）からは、フジテレビアナウンサーの軽部真一→笠井信輔がナビゲートする「日曜邦画劇場」が放送されている。また、映画情報番組「シネマホリックプラス」には、同じくフジテレビアナウンサーの塩原恒夫が新作映画出演者インタビュアーとして出演している。
e2 by スカパー!（のちのスカパー!e2、現・スカパー!）では2007年9月1日よりハイビジョンチャンネル化され、チャンネル名を「日本映画専門チャンネルHD」（にほんえいがせんもんチャンネルエイチディー）へと変更。同時に委託放送事業者（現・衛星基幹放送事業者）が従来のシーエス映画放送からマルチチャンネルエンターテイメント（現・スカパー・エンターテイメント）へと変更。さらに2012年3月1日より、東経110度CS放送からBSデジタル放送への変更に伴い、チャンネル名を「BS日本映画専門チャンネル」（ビーエスにほんえいがせんもんチャンネル）、衛星基幹放送事業者も日本映画衛星放送（現・日本映画放送）株式会社に変更。2018年4月1日より、チャンネル名が「BS」を抜いた「日本映画専門チャンネル」に変更。
「映画専門」と称しているが、主に週末を中心として、親会社のフジテレビ・関西テレビ放送などフジネットワーク（FNS）をメインに各局で過去に生放送された連続ドラマ・単発ドラマなどを再放送する時間帯がある。

## 沿革
- 1998年7月 - スカイエンターテイメント株式会社（現・ジェイ・スポーツ）によりスカイパーフェクTV!（後の・スカパー!プレミアムサービス（標準画質））にて放送開始。
- 2000年4月 - 日本映画衛星放送（現・日本映画放送）株式会社に業務を承継。
- 2002年7月 - スカイパーフェクTV!2（当時）にて「日本映画+時代劇チャンネル」放送開始（時代劇専門チャンネルとの混合編成）。
- 2003年11月 - スカイパーフェクTV!110（当時）で時代劇専門チャンネルが放送開始したのに伴い、「日本映画+時代劇チャンネル」も「日本映画専門チャンネル」にチャンネル名変更。
- 2007年9月 - e2 by スカパー!でチャンネル名を「日本映画専門チャンネルHD」と変更。ハイビジョン放送開始。
- 2008年
  - 4月 - ジャパンケーブルネットの一部のグループ局でハイビジョン放送開始。
  - 10月 - スカパー!HD（現・スカパー!プレミアムサービス）で「日本映画専門チャンネルHD」放送開始（電気通信役務利用放送事業者はスカパー・ブロードキャスティング）。
- 2012年3月 - スカパー!e2での放送をスカパー・エンターテイメントの東経110度CSデジタル放送から日本映画衛星放送（現・日本映画放送）のBSデジタル放送に変更、「BS日本映画専門チャンネル」放送開始。これと同時に字幕放送を開始。ほとんどの作品で字幕付きで放送を行う。
- 2013年6月 - スカパー!プレミアムサービス光にて標準画質放送を終了。
- 2014年5月 - スカパー!プレミアムサービスにて標準画質放送を終了し、ハイビジョン放送に完全移行した。
- 2015年7月 - 「倉本聰劇場」「山田太一劇場」を放送開始。以後テレビドラマ作品の放送が増加した。
- 2016年12月1日 - スカパー!プレミアムサービスの衛星一般放送事業者が、スカパー・ブロードキャスティングからスカパー・エンターテイメントに変更。
- 2018年
  - 4月1日 - BSデジタルの「BS日本映画専門チャンネル」が「日本映画専門チャンネル」にチャンネル名を変更。
  - 12月1日 - スカパー!では新4K8K衛星放送の有料4Kチャンネルとして110度CS（左旋）にて、日本映画専門チャンネルと時代劇専門チャンネルの番組を4K画質で放送するチャンネル「日本映画+時代劇 4K」（CS Ch.4K 880）を開局。
- 2020年12月24日 - 同局、BSデジタル放送（スカパー!）に割り当ているスロットが16スロット→12スロットに縮減。
- 2021年
  - 2月 - J:COMで4K放送「日本映画+時代劇 4K」（Ch.436）の放送を開始。
  - 4月13日 - 同局、BSデジタル放送の物理チャンネルをBS 23ch→21chにトランスポンダを移動。
- 2024年3月31日 - スカパー!での4K放送「日本映画+時代劇 4K」（CS Ch.4K 880）の放送を終了[3][4]。

## 放送時間
原則として7時を1日の基点とする24時間放送であるが、早朝（4時～6時台）に始まる作品の終了後は午前7時の基点までの間はフィラーとして番組ガイドなどを送っている（そのため、1時間以上もフィラーとなる場合も日によって生じる）。なお日によって深夜～早朝のメンテナンスによる停波がある。

## チャンネル番号

### 現在放送中のチャンネル
- 東経124・128度CSデジタル放送 
  - スカパー!プレミアムサービス Ch.HD634（チャンネル名称「日本映画専門チャンネル」、ハイビジョン放送、字幕放送、2008年10月1日放送開始）
- BSデジタル放送
論理チャンネル枠：25x[5]
  - スカパー! Ch.BS255（チャンネル名称「日本映画専門チャンネル」、ハイビジョン放送、字幕放送、2012年3月1日に東経110度CS放送のCh.239「日本映画専門チャンネルHD」から移行）

それぞれチャンネル名称が異なるが、番組の送出方法の違いのみで番組内容は全く同じである。

### 過去に放送されていたチャンネル
- 東経110度CSデジタル放送
  - スカイパーフェクTV!2→スカイパーフェクTV!110→e2 by スカパー! Ch.220
    - チャンネル名称「日本映画+時代劇チャンネル」（2002年2月～2003年10月）→「日本映画専門チャンネル」（2003年11月～2007年8月）
    - 4:3SD放送、2007年8月31日放送終了。

- 東経124度・128度CSデジタル放送
  - スカパー!プレミアムサービス（標準画質） Ch.SD707
    - チャンネル名称「日本映画専門チャンネル」
    - 4:3SD放送、2014年5月31日で放送終了し、ハイビジョン放送に完全移行した。

- 東経110度CS放送 (左旋円偏波)
  - スカパー! Ch.4K 880
    - チャンネル名称「日本映画+時代劇 4K」（2018年12月1日放送開始）
    - 時代劇専門チャンネルとの混合編成。
    - 4K放送、スカパー!での放送は2024年3月31日で終了（J:COMなどのケーブルテレビでの放送は継続）。

## 日本映画専門チャンネルガイド
2006年1月号より増刊され続け2014年4月号で創刊100号を迎えたが2014年8月より新規及び年間更新手続きを停止し、2015年3月号をもって休刊。

## 日映シネマガ
「日本映画専門チャンネルガイド」の後継として2015年3月から2018年6月まで配信された無料のウェブマガジン。iOS/Androidアプリも存在した。

### 日映シネマガ連載コンテンツ
- 「日映Movie Walker」
- 「新世紀“花”図鑑　萌芽女優（ほうがじょゆう）」
- 「Mo’fab The Movie!! 偏愛映画放談」
- 「快楽亭ブラックの新・黒色映画図鑑」
- 「邦画三番勝負」
- 「妄想100％！ 映画ポスター作っちゃいました。」
- 「映画祭へ行こう！」
- 「一字入魂！」